# Várzea Nova
Várzea Nova é um município brasileiro do estado da Bahia. Sua população estimada em 2022 era de 13.377 habitantes.

## História

### Ocupação originária por povos indígenas
As áreas que compõem o contemporâneo município de Caém faziam parte no passado do chamado Sertão das Jacobinas, a qual era ocupada por diversos povos indígenas desde tempos imemoriais. Com a intensificação da colonização portuguesa sobre o território, a população indígena remanescente acabou sendo agrupada em diversas missões franciscanas estabelecidas na região, como a Missão de Nossa Senhora das Neves do Sahy (em território atualmente pertencente ao município de Senhor do Bonfim), fundada em 1697, e a Missão do Bom Jesus da Glória, fundada em 1706. 
Nesse período de despovoamento da região entre os séculos XVII e XIX em razão do aldeamento da população indígena remanescente pelos franciscanos ou expulsão dos indígenas que se recusaram a se aldearem nas missões religiosas, ocorreu o estabelecimento de propriedades latifundiárias de grandes proporções, sendo um território ignorado pelas instituições governamentais do período colonial e do Império.

### Criação da povoação contemporânea e construção da BA-426
A partir de 1913, de acordo com a história oral, ocorreu a ocupação contemporânea das áreas que formariam o município de Várzea Nova com o estabelecimento de famílias de posseiros oriundos da Chapada Diamantina no território, como ocorreu com a chegada da família de Zacarias Domingos de Jesus, oriunda da Fazenda Cercadinho, situada no município de Morro do Chapéu, que teriam emigrado para fugir de uma epidemia de sezão (nome popular na região para a malária), e também da família de José Botafogo, oriunda do distrito de Riachão de Utinga, situado no município de  Utinga.
Após o estabelecimento das famílias Domingos de Jesus e Botafogo no território, estas terras começaram a receber famílias de imigrantes de filiação religiosa protestante presbiteriana, que passaram a residir e desenvolver uma agricultura de subsistência na região.
A construção pelo Governo do Estado da Bahia da rodovia BA–426 na década de 1940, uma estrada projetada e construída para conectar este sítio populacional com a cidade de Morro do Chapéu, buscando oferecer uma infraestrutura viária que atendesse ao transportes dos moradores da região que dependiam para seu deslocamento de estradas vicinais que ligavam Várzea Nova com as cidades de Morro do Chapéu, Miguel Calmon e Jacobina, impactou significativamente no desenvolvimento do povoado.
A rodovia estadual BA-426 proporcionou o transporte de pessoas e mercadorias da localidade de Várzea Nova, colocando o povoado na rota de deslocamento de pessoas e bens da região de Irecê, o que contribuiu com o comércio local, além de ter proporcionado, a partir da década de 1950, o escoamento de produtos agrícolas oriundos do cultivo de Agave (uma espécie de sisal), plantação iniciada pelo agricultor e religioso protestante Otacílio Alcâncara, cultura agrícola que constituiu uma fonte de renda na economia local.

### Emancipação política do município
Nesse momento, Várzea Nova que tinha como representantes político os Srs. Ariobaldo Oliveira, Arthur Galdino de Oliveira e João Aureliano Gomes se juntaram a mais algumas lideranças do povoado para discutir a possível emancipação. Essas lideranças eram: Manoel Silvestre de Oliveira, Prof. Lourival Martins (Jacobina) e Prof. Joel Alves Ferreira. Nesta época, Flávio Mesquita era o então prefeito da cidade de Jacobina.[carece de fontes?]
Em 1984 o Governo do Estado da Bahia tinha um projeto para dar a então “liberdade política” para uma série de distritos baianos. Em 1985, houve a implantação de 79 municípios, dentre estes, Várzea Nova (que neste momento era um dos maiores distritos jacobinenses) foi beneficiada por esta ação governamental. Porém, para que um distrito passasse a ser cidade, antes de tudo teria de ser indicado por um representante do Legislativo Estadual para votação na Assembleia Legislativa da Bahia em Salvador. Quem indicou o nome de Várzea Nova para este projeto foi o então Dep. Estadual Gilberto Miranda.[carece de fontes?]
Com a aprovação do projeto em plenário, o próximo passo para a emancipação era o plebiscito (resolução submetida à apreciação do povo), essa resolução trazia a seguinte proposta: “Você quer que Várzea Nova se torne Cidade? Sim ou Não”. As lideranças varzeanovenses se juntaram para que todos votassem pelo sim, e finalmente o povoado se tornasse cidade. E deste modo, no final de 1984 houve votação para que o povo decidisse o futuro político/administrativo da localidade. A votação foi realizada em um único local, situado na Praça Zacarias Domingos de Jesus (onde hoje é o atual INFOCENTRO), e obteve como todos esperavam, uma vitória folgada sobre o “NÃO”.[carece de fontes?]
Daqui por diante, todos os que participaram e contribuíram diretamente pela liberdade política de Várzea Nova se reuniram para um diálogo que deveria estabelecer uma única chapa para as eleições de 1985. Este diálogo inicialmente estabeleceu que o Sr. Ariobaldo Oliveira seria o candidato único a prefeito, tendo como vice o Sr. João Aureliano Gomes (estes dois já haviam sido vereadores em Jacobina, representando Várzea Nova, sendo que João Gomes tinha sido cassado por perder cinco plenárias seguidas na Câmara, nesta época, vereador não era remunerado). No entanto, há uma reviravolta que mudaria todos esses planos estabelecidos por este grupo.[carece de fontes?]
Com a corrida eleitoral, Maria Iris Gomes, filha de João Aureliano Gomes e que há pouco tempo tinha se formado pela UCSal - Universidade Católica de Salvador – para Licenciatura em Letras veio em direção a Várzea Nova. Neste momento boa parte da população não conhecia a pessoa de Iris Gomes. E é a partir daqui que os rumos da cidade tomam uma direção que ninguém esperava.[carece de fontes?]
Por algum motivo o grupo que tinha se firmado como único a disputar as eleições de 1985 se dividiu. O primeiro grupo tinha como líder e candidato a prefeito o Sr. Ariobaldo Oliveira e agora como vice Paulo Roberto Pereira de Oliveira, e o segundo, a Srª Iris Gomes como prefeita e Edson Sales como vice.[carece de fontes?]
Os próximos meses foram de intenso combate pelo executivo municipal, tendo ao final das contas Iris Gomes como prefeita com apenas 36 votos de frente. Nesta mesma eleição, a primeira Câmara Municipal de Várzea Nova foi composta, tendo como representantes[carece de fontes?]:
•  Arlindo Bernardo do Nascimento (Presidente);
•  Arthur Galdino de Oliveira;
•  Amarílio Mota Carneiro;
•  Ezequias Mota Carneiro;
•  Ariosvaldo Costa;
•  Eron Maia Brito;
•  Aurino Alves de Souza;
•  Adilson Rocha Oliveira; e
•  Luiz Bispo de Oliveira.
De 1986 aos tempos de hoje a cidade continuou a crescer, porém não com a intensidade dos anos de 1970 e 1980. A cidade em algumas épocas passou por uma estagnação político/econômica e muitas pessoas foram embora por diversos motivos, a maioria deles por falta de emprego e recursos financeiros.[carece de fontes?]
Locais que serviam de lazer foram fechados, como o cine/boate A Cinderela. E Várzea Nova, que era reduto de cultura, tendo como trabalhos do prof. Manoel Ferreira de Morais uma intensa valorização do LOCAL, foram esquecidas.[carece de fontes?]

Finalmente, a cidade de alguma forma esqueceu a sua origem, a sua história, de onde veio e quais eram os seus sonhos. E isso se refletiu diretamente na população que se alienou e que muitas vezes perdeu a esperança de desenvolvimento. No entanto, este sentimento ainda permanece vivo na mente e no coração daqueles que acreditaram e lutaram por esta cidade que, historicamente, progrediu de forma moderada, todavia intensa. E este é ainda o desejo de todo varzeanovense, seja ele “filho da terra”, “nortista” ou de outras regiões que vieram para esta cidade e tomaram amor por esta terra.

## Geografia

### Localização
O município de Várzea Nova está localizado na Mesorregião Centro-Norte da Bahia, Território de Identidade Piemonte da Chapada Diamantina, região administrativa de Jacobina. Sua área é de 1.225,892 Km². Seu território foi desmembrado do município de Jacobina em 25 de fevereiro de 1985, quando foi conquistada sua emancipação político-administrativa.
Limita-se com os municípios de Ourolândia à norte, Jacobina à leste e nordeste, Miguel Calmon à sudeste e Morro do Chapéu à sul e oeste. A sede municipal tem altitude de 727 metros e coordenadas geográficas de 11º15‟31” de latitude sul e 40º56‟31” de longitude oeste.
O acesso a partir de Salvador é efetuado pela rodovia BR-324, até Feira de Santana, existindo aí duas opções: seguir pela BR-324 até Lages do Batata, passando por Jacobina, e finalmente pela BA-426 em direção a Várzea Nova, num percurso total de 390 km, ou pela BA-052 (Estrada do Feijão) até Morro do Chapéu, e desta para Várzea Nova pela BA-426. Partindo do município, a principal via é a BA-426, que possibilita fluxo para Jacobina (68 km) e Morro do Chapéu (45 km).

### Clima
Com clima semiárido e longos períodos de estiagem, a área do município está totalmente incluída no chamado “Polígono das Secas”. Esse clima apresenta baixo índice pluviométrico (que raramente ultrapassa 750 mm/ano), irregularmente distribuído em poucos meses chuvosos (geralmente entre novembro e março). A temperatura média gira em torno de 24º C.
As chuvas de verão (trovoadas) são provocadas pela penetração da massa de ar Equatorial Continental, que traz umidade originária da Amazônia central, mas que já perdeu grande parte desta umidade. Essas chuvas são chuvas frontais (causadas pelo encontro de uma massa de ar fria com outra quente (e úmida)), que habitualmente nos chegam da direção norte e/ou oeste. No verão, também é comum a ocorrência de chuvas convectivas. Devido à atuação da massa Equatorial Continental, é comum a população chamar de “inverno” o período de trovoadas e de “verão” o período menos chuvoso, invertendo as denominações.
No inverno, ocorre o avanço da massa Tropical Atlântica, estável, pois já perdeu muito de sua umidade nas áreas serranas próximas ao litoral, ou da massa Polar Atlântica (frentes frias) . As cadeias da Serra de Jacobina e a escarpa da Serra do Tombador barram considerável quantidade de nuvens e umidade dessas massas de ar, o que acentua ainda mais as características climáticas a sotavento dessas serras.
No sertão nordestino há um “encontro” de quatro sistemas atmosféricos oriundos das massas de ar mEc, mTa, mEa e mPa, funcionando como um centro dispersor, o que confere à região irregularidade na ação dessas massas e, conseqüentemente, irregularidades espaciais e temporais na distribuição das chuvas.

### Geologia
O território de Várzea Nova é constituído essencialmente por rochas sedimentares representantes das Formações Caboclo, Morro do Chapéu, Bebedouro e Salitre. Coberturas quaternárias ocorrem em segmentos isolados, principalmente na porção setentrional do município, sendo constituídas por areia com níveis de argila e cascalho e crosta laterítica, brecha calcífera e calcrete, além de coberturas residuais do tipo areia argilosa e argila. A formação Caboclo é constituída por siltito e argilitos rítimicos e quartzoarenito, com lentes de laminito algal, calcarenito, estromatólito colunar, arenito conglomerático e siltito. A formação Morro do Chapéu repousa diretamente sobre a formação Caboclo, em contato erosivo, e é caracterizada pela ocorrência de conglomerado, arenito conglomerático e quartzoarenito; quartzoarenito fino a médio bem selecionado, além de arenito feldspático com níveis milimétricos de pelito. A Formação Morro do Chapéu possui natureza fluvioestuariana, implantada em incisões de rede de drenagem. As Formações Tombador-Caboclo são de natureza fluvioélolica e marinha plataformal. Ambas são do período mesoproterozóico e pertencem ao Grupo Chapada Diamantina, Supergrupo Espinhaço.
A Formação Bebedouro é constituída por diamictito, pelito e arenito e demarca o limite entre o Supergrupo Espinhaço e São Francisco na região da Chapada Diamantina. A formação Salitre sobreposta é caracterizada pela presença de calcilutito, calcarenito e tapetes algais, seguido de calcilutito e calcarenito com níveis de silexito, dolomito, arenito e pelito, além de calcarenito quartzoso, arcóseo e siltito, na base e calcarenito, calcissiltito e calcilutito pretos e odorosos, no topo. A deposição inicial da Formação Bebedouro foi devida a um evento glacial de âmbito continental, a qual foi seguida pela deposição de rochas carbonáticas de ambiente de supra, inter e submaré, constituintes da Formação Salitre. Estas duas formações são do neoproterozóico e constituem o Grupo Una, Supergrupo São Francisco.

#### Sítio Geológico Fazenda Arrecife
Várzea Nova possui um importante sítio geológico, a Fazenda Arrecife, contendo estromatólitos colunares datados do neoproterozóico, pertencentes à Formação Salitre. Os estromatólitos são estruturas biossedimentares formadas através de atividades microbianas em ambientes aquáticos e são considerados indícios de vida macrobiótica mais antigos que se tem registro. O sítio da Fazenda Arrecife possui peculiar importância para o estudo do neoproterozóico no Brasil.
O sítio Fazenda Arrecife foi tema de monografia do varzeanovense Ericson Batista de Oliveira, intitulado "O Sítio Geológico-Paleontológico Fazenda Arrecife: Potencial para Promoção da Educação Patrimonial no Município de Várzea Nova - BA", pela UNEB em 2010.

## Organização Político-Administrativa
O Município de Várzea Nova possui uma estrutura político-administrativa composta pelo Poder Executivo, chefiado por um Prefeito eleito por sufrágio universal, o qual é auxiliado diretamente por secretários municipais nomeados por ele, e pelo Poder Legislativo, institucionalizado pela Câmara Municipal de Várzea Nova, órgão colegiado de representação dos munícipes que é composto por vereadores também eleitos por sufrágio universal.

### Atuais autoridades municipais de Várzea Nova
- Prefeita: Daiane Severina Pereira - PC do B (2025 - 2028)
- Vice-prefeito: Arlivan Pimentel - PSD (2025 - 2028)
- Presidente da Câmara: Marcelo Teodoro - PSDB (2025)

## Principais eventos e festividades
| Evento                                                | Data                     |
| ----------------------------------------------------- | ------------------------ |
| Aniversário da Cidade                                 | 25 de Fevereiro          |
| Cavalgada de Santo Antônio - Povoado de Santo Antônio | 2º Domingo de Junho      |
| São João                                              | 24 de Junho              |
| São Pedro - Povoado de Salinas                        | 29 de Junho              |
| Cavalgada da Lua                                      | Entre Setembro e Outubro |
| Tradicional Cavalgada de Várzea Nova                  | Entre Setembro e Outubro |
| Padroeira da Cidade (Santa Cruz)                      | 14 de Setembro           |
| Cosme e Damião                                        | 29 de Setembro           |
| Dia dos Evangélicos                                   | 23 de Outubro            |